# 2009-es kanadai labdarúgókupa
A 2009-es kanadai labdarúgókupa (angolul: Canadian Championship) volt a kanadai labdarúgókupa 2. szezonja. A sorozat 2009. május 6-án kezdődött és június 18-án ért véget. A címvédő a Montréal volt. A trófeát a Toronto csapata szerezte meg, a kupa története során először alkalommal.

## Tabella
| Hely. | Csapat              | M | Gy | D | V | G+ | G– | Gk | P | Továbbjutás vagy kiesés |     | TOR | VAW | MON |
| ----- | ------------------- | - | -- | - | - | -- | -- | -- | - | ----------------------- | --- | --- | --- | --- |
| 1.    | Toronto             | 4 | 3  | 0 | 1 | 8  | 3  | +5 | 9 | A kupa győztese         |     | —   | 1–0 | 1–0 |
| 2.    | Vancouver Whitecaps | 4 | 3  | 0 | 1 | 5  | 1  | +4 | 9 |                         |     | 2–0 | —   | 1–0 |
| 3.    | Montréal            | 4 | 0  | 0 | 4 | 1  | 10 | −9 | 0 |                         | 1–6 | 0–2 | —   |     |